# Нордхајм (Тексас)
Нордхајм (енгл. Nordheim) град је у америчкој савезној држави Тексас. По попису становништва из 2010. у њему је живело 307 становника.

## Демографија
Према попису становништва из 2010. у граду је живело 307 становника, што је 16 (5,0%) становника мање него 2000. године.
| Група             | 2000.       | 2010.       |
| Белци             | 189 (58,5%) | 189 (61,6%) |
| Афроамериканци    | 0 (0,0%)    | 8 (2,6%)    |
| Азијати           | 0 (0,0%)    | 0 (0,0%)    |
| Хиспаноамериканци | 127 (39,3%) | 108 (35,2%) |
| Укупно            | 323         | 307         |